# Казимир Лев Сапіга (1697–1738)
Казимир Лев Сапіга (пол. Kazimierz Leon Sapieha, 28 травня 1697 — 20 травня 1738) — державний та військовий діяч Речі Посполитої.

## Життєпис
Походив з литовського магнатського роду Сапіг гербу Лис. Син Олександра Павла Сапіги, маршалка великого литовського, та французької аристократки Марії Кристини де Бетюн (доньки маркіза Франсуа Гастона де Бетюна, французького посла в Речі Посполитої), небоги королеви Марії Казимири.
Народився у 1697 році. Здобув гарну освіту. Завдяки родинним зв'язкам зробив швидку кар'єру. Спочатку отримав чин ротмістра пітегорської корогви. У 1728 році стає генералом артилерії Великого князівства Литовського. 1727 року отримує староство вольпінське. У 1729 році був послом на Варшавський сейм від Вольпінського повіту.
1735 року призначається воєводою берестейським і стає кавалером ордена Білого Орла. Помер на цій посаді у 1738 році.

## Родина
Дружина — Кароліна Тереза, донька Кароля Станіслава Радзивілла, великого канцлера литовського. Діти:
- Олександр Михайло (1730—1793), канцлер великий литовський
- Михаил Ксаверий (1735—1766), генерал-майор, кравчий великий литовський
- Анна (1728—1800), дружина Яна Каетана Яблоновського, воєводи брацлавського